# Западни гребен
Западни гребен на Копаонику, наслања се на Главни гребен на његовом највишем делу (врх Суво рудиште). Од ове тачке гребен се пружа северозападним правцем и затвара туристичко насеље Конаци са јужне стране.
На Западном гребену је лоцирана метеоролошка станица, после које гребен обраста четинарска шума од Сувог јелака (1.662 м.н.в.). У овом делу гребан је широк 200m и није рашчлањен. Гребен на локацији Горњи бабин зуб узима правац ка западу до Доњег бабиног зуба, где мења правац ка северозападу и остаје без шумског покривача повећавајући висину до врха Кукавица (1.726 м.н.в) на Јадовнику. У овом делу гребен је узан и са стрмим странама ка Козјим стенама. Почев од њих, гребен има северни правац, изразито асиметричан на дужини од 1,5km. Од коте 1.341, гребен је поново обрастао шумом и завршава се у Паљевштици, где се спајају два тока којима гребен чини развође. То су Самоковска река са истока и Дашнички поток са запада.